# Nita Hårleman
Nita Hårleman, född Amy (Anny) Regina Åhlin, död som Palm, född  13 september 1891 i Maria Magdalena församling, Stockholm, död 10 juli 1961 i Gustaf Vasa församling, Stockholm, var en svensk skådespelare.

## Biografi
Hårleman föddes på Södermalm i Stockholms innerstad. Hon spelade i pjäser och revyer på diverse Stockholmsscener, bland annat Folkets hus teater, Södra Teatern och Folkan samt på Vanadislundens friluftsteater. Tidskriften Scenen beskrev henne 1927 som en representant för Folkets hus teaters "gamla, beprövade garde". På film var hon mindre företrädd med endast tre roller mellan 1924 och 1953. 
Hon var gift med skådespelaren Bror Hårleman från 1912 till dennes död 1917 samt med redaktören Karl Erik Palm mellan 1927 och 1931.

## Filmografi
- 1924 – När millionerna rulla
- 1932 – Söderkåkar
- 1953 – I dur och skur

## Teater

### Roller (ej komplett)
| År   | Roll                       | Produktion                                                                            | Regi                      | Teater                                       |
| ---- | -------------------------- | ------------------------------------------------------------------------------------- | ------------------------- | -------------------------------------------- |
| 1919 | Demimonddam                | Pst! – Pst!, fars med sång Leonard Haskel, Will Steinberg, översättning Nalle Halldén | Albert Ranft              | Nya Alhambrateatern                          |
| 1920 |                            | Husassistenten, revyfars Otton                                                        | Albert Ranft              | Nya Alhambrateatern                          |
| 1920 | Fila                       | Oberörda frun, en erotisk komedi Gabriela Zapolska                                    | Uno Brander               | Nya Alhambrateatern                          |
| 1923 |                            | En vårmässa på Munkbron, revy Edvin Janse                                             |                           | Casinoteatern                                |
| 1923 |                            | Janssons frestelse Sigurd Wallén                                                      | Algoth Gunnarsson         | Folkets hus teater                           |
| 1925 | Karin Söderström           | En piga bland pigor Ernst Fastbom                                                     | Axel Hultman              | Vanadislundens friluftsteater                |
| 1925 |                            | Öregrund-Östhammar Selfrid Kinmanson                                                  | Axel Hultman              | Vanadislundens friluftsteater                |
| 1927 | Medverkande                | Ta trapporna, revy Björn Hodell och John Botvid                                       |                           | Folkets hus teater                           |
| 1928 | Medverkande                | Sådan är du, revy Karl-Ewert och John Botvid                                          | Björn Hodell Calle Hagman | Folkets hus teater                           |
| 1928 | Helga Svahn, författarinna | Hurra! En pojke! Franz Arnold och Ernst Bach                                          | Sigurd Wallén             | Södra Teatern                                |
| 1928 | Estelle                    | Spindeln Fulton Oursler och Lowell Brentano                                           |                           | Södra Teatern                                |
| 1929 | Medverkande                | Stockholm–Motala, revy Karl-Ewert, Svasse Bergqvist och Kar de Mumma                  |                           | Folkteatern                                  |
| 1932 | Thora, kabaretartist       | Jag gifta mig – aldrig Ernst Fastbom                                                  | Ernst Fastbom             | Folkets hus teater                           |
| 1933 | Medverkande                | Folkets gröna ängar, revy Åke Söderblom, Herr Dardanell, Sten Axelson, Gösta Chatham  | Ragnar Klange             | Folkets hus teater                           |
| 1933 |                            | Sverige är räddat Erik Lindorm                                                        |                           | Folkteatern                                  |
| 1933 |                            | En kvinna med flax Brita von Horn                                                     | Per-Axel Branner          | Folkteatern                                  |
| 1934 |                            | Pettersson – Sverge Oscar Rydqvist                                                    | Sigurd Wallén             | Vanadislundens friluftsteater/ Södra Teatern |
| 1936 | Småskollärarinnan          | Känsliga Svensson Ernst Berge                                                         | Thor Modéen               | Vanadislundens friluftsteater                |